# باشگاه فوتبال میل-مغان
باشگاه فوتبال میل-مغان (به لاتین: Mil-Muğan FK) یک تیم فوتبال در جمهوری آذربایجان است.